# Близнак
Близнак (болг. Близнак) — село в Бургасской области Болгарии. Входит в состав общины Малко-Тырново. Находится примерно в 28 км к северо-западу от центра города Малко-Тырново и примерно в 40 км к югу от центра города Бургас. По данным переписи населения 2011 года, в селе  проживал 41 человек, преобладающая национальность — болгары.

## Население
| Год     | 1934 | 1946 | 1956 | 1965 | 1975 | 1985 | 1992 | 2001 | 2011 |
| ------- | ---- | ---- | ---- | ---- | ---- | ---- | ---- | ---- | ---- |
| Жителей | 721  | 838  | 695  | 465  | 135  | 92   | 111  | 69   | 41   |

|  |